# 黒須克彦
黒須 克彦（くろす かつひこ、1978年3月19日 - ） は、日本の作曲家、編曲家、ベーシスト。神奈川県横浜市出身。Peak A Soul+所属。

## 略歴
ベースのサポートメンバーとして活動しながら、ロックサウンドを主体とした数々の楽曲を発表している。楽曲制作においては主に作曲・編曲を手掛けるが、一部作詞も行う。
2015年10月29日、畑亜貴、田代智一、田淵智也（UNISON SQUARE GARDEN）とともにプロデュースチーム・Q-MHzを結成。
2015年度オリコン年間ヒットランキング作曲家部門6位。
祖父は、日本の屋上ビアガーデンの創始者の1人である黒須定七。

## 提供作品
逢田梨香子
- 「for...」（作曲）

葵
- 「Symmetry」（作曲・共編曲・ベース）（編曲はIPPEIと共作）
- 「スピカ」（編曲・ベース・サウンドプロデュース）
- 「MUSIC」（編曲・ベース）
- 「アザレア」（編曲・ベース）

藍井エイル
- 「Gleam In Twilight」（編曲）
- 「Velvet Tears」（作曲・編曲・ベース）
- 「コバルト・スカイ」（編曲・ベース）
- 「Raspberry Moon」（作詞・作曲・編曲・ベース）
- 「深い森」（編曲・ベース）
- 「ヒトカケラの勇気」（作詞・作曲・編曲・ベース）
- 「サテライト」（作詞・作曲・編曲・ベース）
- 「夢の終わり」（齋藤真也と共編曲・ベース）
- 「アストラル」（作詞・作曲・編曲・ベース）
- 「Bright Future」（作曲・編曲・ベース）
- 「Crimson Eyes」（作曲・編曲・ベース）

AiRI
- 「Rock'n Life」（作曲・編曲・ベース）
- 「Voice」（作曲・編曲）

赤月
- 「ムシウタ」（作曲・編曲）

アテナ&ロビケロッツ
- 「本気メキメキ♥トキメキメキ」（作曲・ベース）

安倍麻美
- 小説「バカみたい」作中登場楽曲（作曲・編曲）

板野友美
- 「愛にピアス」（作曲・編曲）

伊藤かな恵
- 「つまさきだち」（作曲・編曲・ベース）
- 「タイニーローグ」（作曲・編曲）
- 「COLORS!」（作曲・編曲・ベース）

入野自由
- 「MONSTER」（作曲・編曲・ベース）（アルバム「DARE TO DREAM」収録、2016年11月30日）[1]

内田彩
- 「Let it Shine」（作曲）
- 「シリアス」（作曲）
- 「Holiday」（共作詞・作曲・編曲・ベース）（作詞は内田彩と共作）
- 「Reverb」（作曲・編曲・ベース）

内田真礼
- 「からっぽカプセル」（編曲・ベース）
- 「Life is like a sunny day」（編曲）
- 「クロスファイア」（作曲・編曲・ベース）
- 「クラフト スイート ハート」（編曲・ベース）
- 「magic hour」（共作詞・作曲・編曲）（作詞は内田真礼と共作）

UYAMUYA
- 「恋の爆弾でいと」（作曲・編曲）

浦島坂田船
- 「金曜日のおはよう」（編曲）
- 「recoup」（編曲）
- 「プリンセスに口づけを」（作曲・編曲）
- 「溺愛」（編曲）
- 「VOYAGE」（編曲）

A応P
- 「Stay Gold」（編曲・ベース）

AKB48グループ
- フレンチ・キス
  - 「カッコ悪い I love you!」（作曲）

ELISA
- 「グラン・シャリオ」（共作詞・作曲）（作詞は新井弘毅と共作）

遠藤久美子
- 「キズついて強くなれ」（作曲・編曲）

遠藤正明
- 「Wing of Destiny」（編曲）
- 「Fellows」（編曲）
- 「英雄」（編曲・ベース）

緒方恵美
- 「Nobody's Perfect!」（作曲・編曲・ベース）
- 「永遠駆動タイム・マシーン」（作曲・編曲）
- 「みらいいろ」（編曲・ベース）

奥井雅美
- 「イノセントバブル」（作曲・編曲・ベース）
- 「カーテンコール」（作曲・編曲・ベース）
- 「creation L」（編曲・ベース）

小野大輔
- 「ノスタルジア」（作曲）

ON/OFF
- 「ふたつの鼓動と赤い罪」（作曲）

影山ヒロノブ
- 「ハッピーアイスクリーム」（編曲）

KAmiYU
- 「Sting of Love」（作曲）
- 「my Ploud,myPlay!」（作曲）

神谷浩史
- 「虹色蝶々」（作曲・編曲・ベース）
- 「Such a beautiful affair」（作曲・編曲・ベース）
- 「SELFISH」（作曲・編曲・ベース）
- 「シリカゲル」（作曲・編曲・ベース・ギター）
- 「Dual Wing」（作曲・編曲・ベース）

川村ゆみ
- 「Found Me」（作曲）

カンノユキ
- 「Love and Fate」（作詞・作曲・編曲）

CooRie
- 「DreamRiser」（編曲）
- 「透明な羽根で」（編曲）

栗林みな実
- 「BUT,metamorphosis」（作曲・編曲）
- 「ここにあったね」（作曲・編曲）
- 「Little Promise」（作曲・編曲）
- 「いつか咲く光の花」（作曲）

クローバー
- 「最新Dream」（作曲・編曲）
- 「ありがとうのうた」（作曲・編曲）
- 「ふたりみらい」（作曲・編曲）
- 「硝子のSunshine」（作曲・編曲）
- 「わからない果実たち」（作曲）

黒崎真音
- 「ハーモナイズ・クローバー」（作曲・共編曲・ベース）（編曲は長田直之と共作）

黒猫チェルシー
- 「Teenage Hero」（黒猫チェルシーと共編曲）

Gero
- 「BELOVED×SURVIVAL」（HoneyWorksと共編曲・ベース・サウンドプロデュース）
- 「名もなき星 〜Silent Stars〜」（作曲・編曲・ベース・サウンドプロデュース）
- 「〜Outgrow〜」（編曲・ベース・サウンドプロデュース）
- 「僕らの」（作曲・編曲・ベース・サウンドプロデュース）
- 「MY SWEET HEAVEN♂♀」（編曲）
- 「The Bandits」（編曲・ベース）
- 「Opening」（作曲・編曲・ベース・サウンドプロデュース）
- 「NO WAY OUT」（HoneyWorksと共編曲・ベース・サウンドプロデュース）
- 「自分的最強論」（中西航介と共編曲・ベース・サウンドプロデュース）
- 「アンチェインゲイザー」（Last Note.と共編曲・ベース・サウンドプロデュース）
- 「硝子の少女」（すこっぷと共編曲・ベース・サウンドプロデュース）
- 「Ivory」（buzzGと共編曲・ベース・サウンドプロデュース）
- 「Vanishing Code」（Keisuke.N、ダルビッシュPと共編曲・ベース・サウンドプロデュース）
- 「心化論」（40mPと共編曲・ベース・サウンドプロデュース）
- 「やぶさか」（編曲・ベース・サウンドプロデュース）
- 「冷帯魚」（編曲・ベース・サウンドプロデュース）
- 「金曜日のおはよう」（編曲・ベース・サウンドプロデュース）
- 「慟哭のエピカ」（編曲・ベース・サウンドプロデュース）
- 「Unlocked」（編曲・ベース・サウンドプロデュース）
- 「名古屋のデブ」（編曲・サウンドプロデュース）
- 「OIRAN UTOPIA」（編曲・サウンドプロデュース）
- 「アイ」（編曲・サウンドプロデュース）
- 「しゃよう」（編曲・サウンドプロデュース）
- 「モノクローム」（編曲・サウンドプロデュース）
- 「Love-Letter」（編曲・サウンドプロデュース）
- 「道名津（編曲・サウンドプロデュース）
- 「you」（編曲・サウンドプロデュース）
- 「へたらぶ」（編曲・サウンドプロデュース）
- 「楽ニナレマスカ」（編曲・サウンドプロデュース）
- 「C.a.P.」（編曲・サウンドプロデュース）
- 「空の青さと思い上がり」（編曲・サウンドプロデュース）

河野マリナ
- 「花痕 -shirushi-」（作曲）

ココア男。
- 「さよならじゃなくて…」（作曲）

CONNECT
- 「Name Of Love」（作曲・編曲）
- 「トウメイな輪郭」（作曲・編曲・ベース）
- 「手を繋ごう」（作曲・編曲・ベース）

ささきいさお
- 「今の向こうの今を」（作曲・編曲）
- 「始まりは何度でも」（作曲・編曲）

サリヤ人
- 「ここから、これから。」（作曲・編曲）

真堂圭
- 「JUMP UP!」(作曲）

Cy-Rim rev.
- 「恋のDice☆教えて」（編曲）

佐藤ひろ美
- 「銀色のアルカディア」（作曲）

Sea☆A
- 「しあわせ♪ランランラン」（作曲）

椎名へきる
- 「Let Me Say YEAH!!!!」（編曲・ベース）
- 「恋のリズム」（編曲・ベース）

ジャニーズ事務所関連
- 上田竜也
  - 「Time」（作曲）
  - 「遥か未来へ」（作曲）
  - 「teen's」（作曲）
  - 「フレンズ」（作曲）
  - 「ニートまん」（作曲）
  - 「ヤンキー片想い中」（河合英嗣と共作曲）

- KAT-TUN
  - 「PROMISE SONG」（作詞・作曲）

- NEWS
  - 「code」（編曲）

- U&S
  - 「UpdateS」（河合英嗣と共作詞・作曲）

鈴木達央
- 「Just a Survivor」（作曲）
- 「Heated Heart」（作曲）
- 「キャラバン」（作曲）
- 「赤い月」（作曲・編曲）

鈴村健一
- 「INTENTION」（作曲・編曲・ベース）
- 「新しい音色」（作曲・編曲・ベース）
- 「ミトコンドリア」（作曲・編曲・ベース）
- 「模型飛行機」（作曲・編曲・ベース）
- 「CHRONICLE」（作曲・編曲・ベース）
- 「春の日よ」（作曲・編曲・ベース）

スフィア
- 「Treasures!!」（作曲・編曲・ベース）
- 「Dangerous girls」（作曲・編曲・ベース）
- 「REALOVE:REALIFE」（作曲・編曲・ベース）
- 「かってな成長期」（作曲・編曲・ベース）
- 「Hazy」（作曲・編曲・ベース）
- 「Eternal Tours」（作曲・編曲・ベース）
- 「微かな密かな確かなミライ」（編曲・ベース）
- 「Dream sign」（作曲）
- 「A.T.M.O.S.P.H.E.R.E」（作曲）
- 「らくがきDictionary」（作曲・編曲)

諏訪ななか
- 「So Sweet Dolce」（編曲）

高垣彩陽
- 「Brand new Smile」（作曲・編曲・ベース）
- 「夢のとなり」（編曲・ベース）

田所あずさ
- 「君との約束を数えよう」（作曲・編曲・ベース）
- 「あおぞら」（作曲・編曲・ベース）
- 「spit out」（作曲・編曲・ベース）
- 「I can't live without you.」（作曲・編曲）

谷山紀章
- 「Daydreamin'」（作曲）

高橋瞳
- 「孤独な群衆」（作曲・編曲）

茅原実里
- 「purest note〜あたたかい音」（作曲・編曲）
- 「ひとひらの願い」（作曲・編曲・ベース）
- 「いつかのわたしへ」（作曲）
- 「Love Blossom」（作曲・編曲）
- 「ふたり」（作曲・編曲・ベース）
- 「はるかのわたしへ」（作曲）
- 「奇跡」（作曲・編曲）

月島きらり starring 久住小春 (モーニング娘。)
- 「水色メロディ」（作曲）

寺島拓篤
- 「ビビッドナイトフィーバー!」（作曲）

Trignal
- 「Win-possible!」（作曲・編曲・ベース）
- 「PARTY☆ビート」（作曲）

TRUE
- 「私が哀しみの盾になる」（作曲）

TrySail
- 「TryAgain」（作曲・編曲）
- 「Believe」（作曲・編曲）

中川翔子
- 「happily ever after」（作曲・編曲）
- 「約束」（編曲・ベース）
- 「涙の種、笑顔の花」（作曲・ベース）
- 「紅恋毒蝕」（作曲・編曲・ベース・サウンドプロデュース）
- 「ドリドリ」（編曲・ベース）
- 「We can do it!!」（作曲）
- 「calling location」（作曲・編曲）
- 「Ivy」（作曲・編曲・ベース）
- 「空色デイズ -天元突破EDITION-」（齋藤真也、nishi-ken、加藤大祐と共編曲・ベース）
- 「Miracle a Go! Go!」（作曲・編曲・ベース・サウンドプロデュース）
- 「Seven Seas Romance」（作曲・編曲・ベース・サウンドプロデュース）

南條愛乃
- 「優しくつもる言葉の花」（編曲・ベース）
- 「Simple feelings」（作曲・共編曲・ベース）（編曲は長田直之と共作）
- 「Oh my holiday!」（作曲・編曲）
- 「idc」（作曲・編曲）
- 「ツナグワタシ」（作曲・編曲）

野川さくら
- 「君と私と想いの先へ」（作曲）

乃木坂46
- 「ぐるぐるカーテン」（作曲）
- 「太陽ノック」（作曲・ベース）

橋本みゆき
- 「Time has come」（編曲）
- 「甘やかなあした」（作曲・編曲）
- 「微熱S.O.S!!」（作曲)
- 「ムーンライト・ラビリンス」（作曲）
- 「Cheer Up!」（作曲・編曲）
- 「青空の見える丘で」（作曲・編曲）
- 「永遠に咲く花」（作曲・編曲）
- 「wintry breeze」（作曲・編曲）
- 「INFINITY」（作曲・編曲）

Purple Days
- 「ザクロ」（編曲）

速水奨
- 「Wild Love 〜遥かなる想い〜」（編曲）

平野綾
- 「ヨロコビの歌」（作曲・編曲・ベース）
- 「LOVE★GUN」（作曲・共編曲・ベース）（編曲はnishi-kenと共作）
- 「GLITTER」（作曲）
- 「forget me nots...」（作曲・編曲・ベース）
- 「MonStAR」（作曲）
- 「ラブソング」（作曲・編曲・ベース）
- 「Unnamed world」（作曲・共編曲・ベース）（編曲はnishi-kenと共作）
- 「Maybe I can't good-bye.」（作曲・編曲・ベース）
- 「Set me free」（作曲・ベース）
- 「Sing a Song!」（作曲・編曲・ベース）
- 「アイシテ!」（作曲・編曲・ベース）
- 「キセキノイロ」（編曲・ベース）
- 「Breakthrough (Album ver.)」（編曲・ベース）
- 「曖昧スクリーム」（作曲）
- 「For you」（作曲・編曲・ベース）
- 「水たまり」（作曲・編曲・ベース）
- 「あの花のように」（作曲・編曲・ベース）

飛蘭
- 「正直に生きろ!」（編曲）
- 「愛をとりもどせ!!」（編曲・ベース）

風男塾
- 「夢の座標」  (作曲)

mao
- 「夢をかなえてドラえもん」（作詞・作曲）

美郷あき
- 「もう愛しかいらない」（作曲・編曲）
- 「不自由なEmotion」（作曲）
- 「BLOOD QUEEN」（作曲）
- 「忘却バタフライ」(作曲・編曲・ベース）
- 「disarm dreamer」（作曲）
- 「いまの君が遠くても」（作曲・編曲・ベース）
- 「Made in WONDER」（作曲・編曲・ベース）
- 「HAPPY CHERRY FESTA!」（作曲・編曲）
- 「feel it」（作曲・編曲）
- 「Unusual Days」（作曲・編曲・ベース）
- 「最後の旅」（作曲・編曲・ベース）
- 「BLUE BIRD EMBLEM」（作曲・編曲・ベース）
- 「I lost the place...」（作曲・編曲）
- 「Unusual Days」（作曲・編曲・ベース）

三森すずこ
- 「My First Lesson」（作曲・共編曲）（編曲は齋藤真也と共同）
- 「Precious days」（作曲・編曲）

melody.
- 「READY TO GO!」（編曲）

ももいろクローバーZ
- 「未来へススメ!」（作曲・編曲）

森重樹一
- 「SADISTIC SMILE」（作曲・編曲・ベース・サウンドプロデュース）
- 「ELECTRIC MOON」（作曲・編曲・ベース・サウンドプロデュース）

結城アイラ
- 「星を求めて」（作曲）
- 「見上げるあの空で」（作曲）
- 「星が永遠を照らしてる」（作曲）

吉岡亜衣加
- 「心絵綴り」（作曲）

yozuca*
- 「本当の笑顔」（作曲・編曲）
- 「チェーリング」（作曲）
- 「キラメク」（作曲）
- 「サクラキミニエム」（編曲・ベース）
- 「Rainbow 07」（編曲・ベース・ギター）
- 「S.S.D!」（編曲・ベース・ギター）
- 「No rule」（編曲・ベース・ギター）
- 「ダ・カーポIII 〜キミにささげる あいのマホウ〜」（編曲・ベース）
- 「プラチナ17」（編曲）
- 「Fly toghether」（作曲）
- 「風が鳴いている」（作曲）
- 「神様強い勇気下さい」（作曲・編曲・ベース・ギター）
- 「コーヒー」（作曲・編曲・ベース・ギター）
- 「shining☆star」（作曲・編曲・ギター）
- 「Do you love me?」（編曲・ベース・ギター）
- 「Enjoy Life」（編曲・ベース・ギター）
- 「バイバイ」（編曲・ベース）
- 「asterisk music* 〜今僕が伝えたいコト〜」（編曲・ベース）

yozurino*
- 「恋するX'mas」（編曲）

LiSA
- 「いつかの手紙」（作曲・編曲）
- 「夕焼けノスタルジア」（作曲・ベース）
- 「花とミツバチ」（作曲）
- 「Canvas boy × Palette girl」（作曲）
- 「コズミックジェットコースター」（作曲・編曲・ベース）
- 「僕の言葉で」（作曲・編曲・ベース）
- 「rapid life シンドローム」（編曲）

Little Non
- 「Cheer Up!」（作曲）

Luce Twinkle Wink☆
- 「Let me cry」（作曲・編曲）

ReoNa
- 「ミミック」（編曲）

渡辺麻友
- 「ツインテールはもうしない」（作曲・編曲）
- 「ラッパ練習中」（作曲）

### アニメソング
アイドルマスターシリーズ
- 「Fate of the World」
- 「流星群」（作曲・編曲・ベース）

いちご100%
- 「ジンク・ホワイト」（作曲・編曲）

王室教師ハイネ
- 「Prince Night 〜どこにいたのさ!? MY PRINCESS〜」（作曲・編曲）

カーニバル・ファンタズム
- 「Fly high 〜ツバサノキオク〜」（作曲・編曲）

神のみぞ知るセカイ
- 「ダーリンベイビ」（作曲）
- 「Soundchec」（編曲・サウンドプロデュース）
- 「QUESTION?」（編曲・サウンドプロデュース）
- 「Heart Beatにご用心!」（編曲・サウンドプロデュース）
- 「Wonder Chance」（編曲・サウンドプロデュース）
- 「Oh!まい☆GOD!!」（編曲・サウンドプロデュース）
- 「キャッチ・ザ・レインボー」（編曲・サウンドプロデュース）
- 「DIVE into the SKY」（編曲・サウンドプロデュース）
- 「Special Memory」（編曲・サウンドプロデュース）
- 「NO.1」（作曲・編曲・サウンドプロデュース）
- 「初めて恋をした記憶」（編曲・サウンドプロデュース）
- 「It's All Right」（編曲・サウンドプロデュース）

キディ・ガーランド
- 「Baby universe day」（作曲）
- 「Day×Day」（編曲・ベース・ギター）

くじびきアンバランス
- 「Wayer Lily」（作曲）

涼宮ハルヒの憂鬱
- 「Punkish regular」（作曲・編曲・ベース）
- 「Secret of sensation」（作曲・編曲・ベース）
- 「When I was in love」（作曲・編曲・ベース）

戦国コレクション
- 「Love Scope」（共作詞・作曲・編曲）（作詞はrinoと共作）

D.C.II 〜ダ・カーポII〜
- 「桜笑み君想う」（作曲・編曲・ベース）

ドラえもん
- 「夢をかなえてドラえもん」（作詞・作曲）

バトルスピリッツ 少年突破バシン
- 「dear-dear DREAM」（作曲）

魔法先生ネギま!
- 「Hello Again」（作曲）

やはり俺の青春ラブコメはまちがっている。
- 「Bitter Bitter Sweet」（作曲・編曲）
- 「Hello Alone」（作曲）
- 「Hello Alone -Band arrange-」（編曲・ベース）
- 「エブリデイワールド」（作曲・編曲・ベース）
- 「ハッピーエンドのそばで」（作曲・編曲）

ラブライブ!
- 「Oh, Love & Peace!」（作曲・編曲）
- 「それは僕たちの奇跡」（作曲・編曲・ベース）

CUE!
- 「Field of Flowers」（作曲・編曲）

### 特撮ソング
烈車戦隊トッキュウジャー
- 「黒鉄将軍シュバルツ」（作曲・編曲）

### その他
- 「ランティス祭り2014～2015」テーマソング
  - Starting STYLE!!（作曲・編曲）
- 学校法人すみれ学園 戸塚すみれ幼稚園園歌
  - ゆめいろきかんしゃ（作曲)
- 三鷹市連雀学園校歌（作曲）

## レコーディング参加
eyelis
- 「ヒカリノキセキ」
- 「未来への扉」
- 「OUTLAWS」

葵
- 「beauty girl」
- 「愛は陽炎」
- 「ふたり」
- 「Break out」
- 「pray」
- 「かけがえのない君へ」

藍井エイル
- 「春 〜spring〜」
- 「JUMP!!!」

暁月凛
- 「コノ手デ」
- 「星を辿る道」

井口裕香
- 「リトルチャームファング」

唄人羽
- 「BORDER」
- 「リライ」
- 「Sign」
- 「ネコと蝶」
- 「カラス星」
- 「heaven's door」
- 「花」

A.B.C-Z
- 「ドラマ」

ELISA
- 「STONE CIRCLE」

遠藤正明
- 「スーパーソニックフルソウルダイナマイト」
- 「My Style」

梶裕貴
- 「Hello!」
- 「ジャイキリ」

神谷浩史
- 「ミラーワールド」
- 「ハレバレハート」

喜多村英梨
- 「re;story」

Q-MHz
- 「LiVE DiVE MHz !!」
- 「ふれてよ」
- 「手探りで今のなかを」
- 「「ごめんね」のシンデレラ」

GRANRODEO
- 「RIMFIRE」
- 「偏愛の輪舞曲」
- 「The Other self」
- 「変幻自在のマジカルスター」
- 「Punky Funky Love」
- 「SUPERNOVA」
- 「CRACK STAR FLASH」

栗林みな実
- 「unripe hero」

黒崎真音
- 「Crimson roses」
- 「BRIGHT FUTURE」

河野マリナ
- 「I meet You◎」
- 「FOCUS! FOCUS!」
- 「アラタなるセカイ」

KOTOKO
- 「開け! ソラノオト」

寿美菜子
- 「STRIDE」
- 「brilliant focus」
- 「FLY @WAY」

小松未可子
- 「Tornado Voice」
- 「真夏の夜のパレード」
- 「Piece of Peace」
- 「ランダムメトロノーム」
- 「純真エチュード」
- 「Lonely Battle Mode」

ZAQ
- 「TOGARE」
- 「絶好調UNLIMITED」
- 「カタラレズトモ」
- 「ヒロインは嘘」
- 「薔薇の腰かけ」

鈴村健一
- 「ある惑星の話」
- 「Butterfly」

スフィア
- 「LET・ME・DO!!」

Soma
- 「1000のバイオリン」
- 「リンダ・リンダ」
- 「人にやさしく」
- 「TRAIN-TRAIN」
- 「歩く花」

THYME
- 「Hello」
- 「Drive」
- 「forever we can make it!」
- 「The LAST DAY」
- 「Fly Away」
- 「my kitten」
- 「晴天」
- 「Our Rock Star」
- 「I’ll be back」
- 「babycar」
- 「My Life」
- 「Humming Bird」
- 「Wonderland」

高橋瞳
- 「JET BOY JET GIRL」
- 「PRIDE」
- 「強くなれ」

田所あずさ
- 「1HOPE SNIPER」

寺島拓篤
- 「雨に笑えば」

D☆DATE
- 「あと1cmのミライ」

中川翔子
- 「snow tears」
- 「Winter Wish」
- 「続く世界」
- 「through the looking glass」
- 「空色デイズ -天元突破EDITION 螺厳篇-」
- 「rainbow forecast」
- 「桜色」
- 「ラベンダー」
- 「僕らの未来」
- 「フルーツポンチ」
- 「Spiral」
- 「マカロン♥ホリディ」
- 「shortcake adventure」
- 「TYRANT too young」
- 「Angel Night 〜天使のいる場所〜」
- 「ゆずれない願い」
- 「プリキュア5、フル・スロットル GO GO!」
- 「DAN DAN 心魅かれてく」
- 「DIAMONDS」
- 「apple universe」
- 「soufflé secret」

南條愛乃
- 「光のはじまり」
- 「believe in myself」

春奈るな
- 「君色シグナル」

バンドじゃないもん!
- 「METAMORISER」

BiSH
- 「DEAR…」
- 「BUDOKANかもしくはTAMANEGI」

HIMEKA
- 「BLAZE」

平野綾
- 「NEOPHILIA」
- 「Super Driver」
- 「ダリア」
- 「HERO」
- 「Harmonia vita」
- 「RIOT GIRL」
- 「OH! My Darlin'」
- 「Kiss♥me」
- 「スピード☆スター」

藤澤ノリマサ
- 「Go My Way」

Faylan
- 「HAPPY SOUL DANCE」
- 「螺旋、或いは聖なる欲望。」

前田敦子
- 「この胸のメロディー」
- 「遠回り」

水樹奈々
- 「Dear Dream」
- 「Love Brick」
- 「星屑シンフォニー」
- 「Happy☆Go-Round!」

水瀬いのり
- 「Dreaming Girls」
- 「コイセヨオトメ」

三森すずこ
- 「夢飛行」

meg rock
- 「君のこと」
- 「笑顔の理由」
- 「滑走路」
- 「mighty roller coaster」

桃井はるこ
- 「Girls be ambitious!!」

やなぎなぎ
- 「Zoetrope」
- 「星々の渡り鳥」
- 「トコハナ」
- 「Mirai Pencil」

夢みるアドレセンス
- 「JUMP!」

DIALOGUE＋
- 「ぼくらは素敵だ」
- 「あたりまえだから」

### アニメソング
アイドルマスターシリーズ
- 「Fate of the World」

此花亭奇譚
- 「夏咲き恋花火」

コンクリート・レボルティオ〜超人幻想〜
- 「ALL-WAYS」

涼宮ハルヒの憂鬱
- 「Star way to heaven」

D.C.II 〜ダ・カーポII〜
- 「Glorious Days」

偽物語
- 「marshmallow justice」

ラブライブ!サンシャイン!!
- 「僕らの走ってきた道は…」
- 「Brightest Melody」

## ライブサポート
- 葵
- 藍井エイル
- 入野自由
- 唄人羽
- 内田彩
- 内田真礼
- AIR
- ELISA
- 小松未可子
- ZAQ
- THYME
- 高垣彩陽
- 中川かのん starring 東山奈央
- 中川翔子
- 早見沙織
- 春奈るな
- 平野綾
- 藤澤ノリマサ
- 三森すずこ
- MEG
- meg rock
- 森重樹一
- yozuca*
- DIALOGUE＋
- ClariS